# Palazzo Medici a Materdei

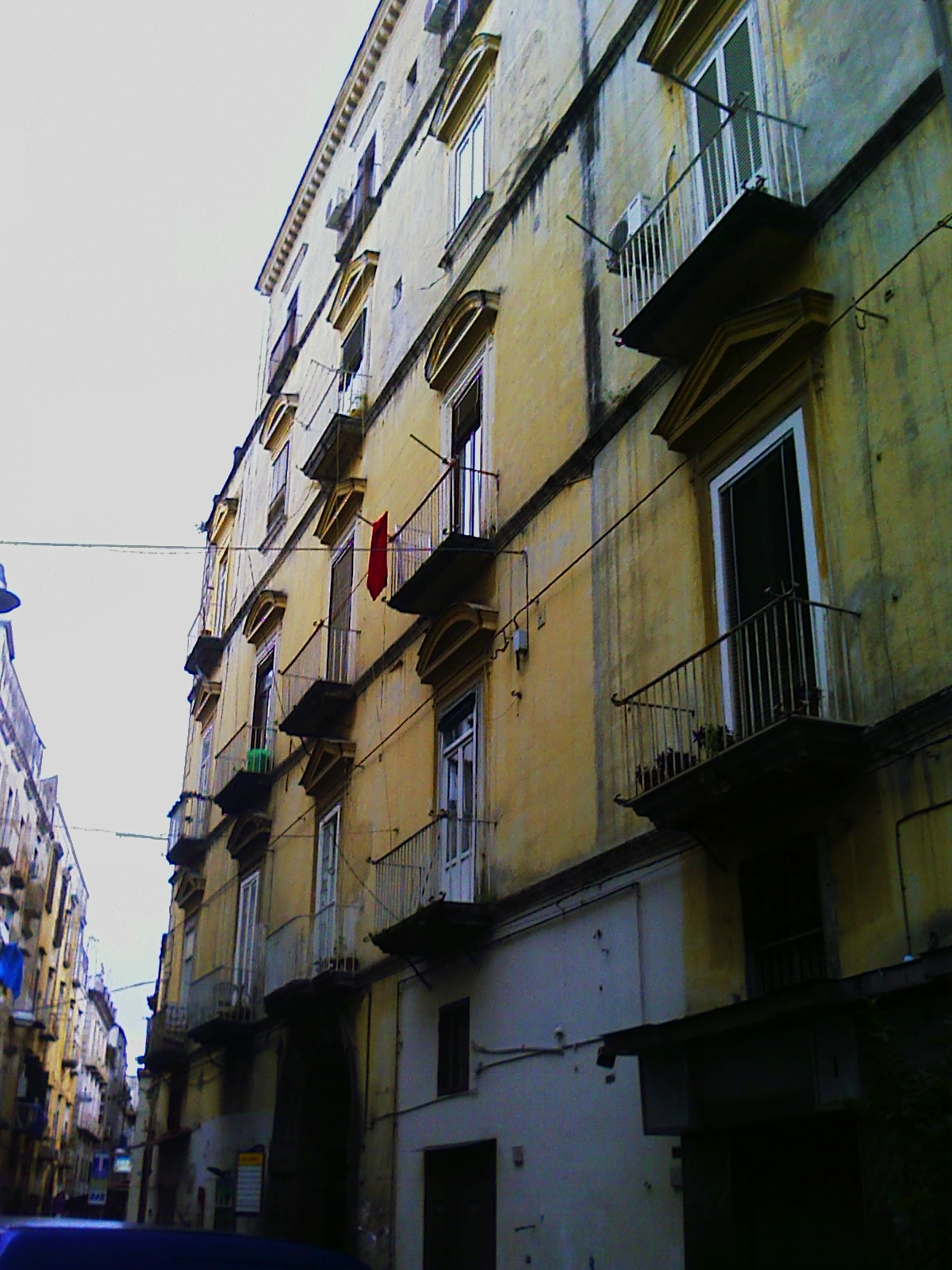
Palazzo Medici a Materdei in Neapel

Der Palazzo Medici ist ein Palast aus dem 16. Jahrhundert im Viertel Avvocata in Neapel in der italienischen Region Kampanien. Er liegt in der Piazzetta Materdei, 2, gegenüber der Kirche Santa Maria di Materdei.

## Geschichte und Beschreibung
Den Palast ließ die Familie Medici di Giugliano im 16. Jahrhundert erbauen und er wurde im 17. Jahrhundert erweitert.
Ein bemerkenswertes Element ist die Innentreppe, die mit Verzierungen und Fresken im Gewölbe verschönert wurde und noch Stufen und Treppenköpfe aus Piperno zeigt.
Giovanni Battista Chiarini, im 19. Jahrhundert Kurator des Werks von Carlo Celano über Neapel, berichtet, dass in der Wohnung des Markgrafen von San Giovanni, der den Palast in dieser Zeit geerbt hatte, eine authentische Pinakothek existierte, bestückt mit bedeutenden Gemälden, darunter eine „Heilige Familie“ von Raffael, drei Gemälde von Mattia Preti und Porträts von Salvator Rosa und Giovanni Lanfranco.
Links des Palastes verläuft der Vico Medici, der nach dem Palast benannt wurde und über die Piazzetta San Gennaro, wo die Kirche San Gennaro dei Cavalcanti lag, zur Salita San Raffaele führt.